# Gnaphaloryx pollinosus
Gnaphaloryx pollinosus es una especie de coleóptero de la familia Lucanidae.

## Distribución geográfica
Habita en las Islas Salomón.